# بوم‌شناسی مولکولی
بوم‌شناسی مولکولی بر علوم مختلفی نظیر ژنتیک، بوم‌شناسی و زیست‌شناسی تکاملی استوار است. گرچه مفاهیم پایه و کاربردی در بوم‌شناسی مولکولی از سابقه‌ای دیرینه برخوردار است، ظهور این علم به عنوان یک رشته علمی در دهه ۱۹۸۰ اتفاق افتاد و از آن زمان به بعد رشد چشمگیری داشته‌است. در این مدت استفاده از روش‌های مولکولی برای شناسایی ژنتیکی موجودات، جمعیت‌ها و گونه‌ها در آزمایشگاه‌ها متداول گشته و توانسته‌است اطلاعات جدید و فراوانی را در زمینه بوم‌شناسی و تکامل گیاهان، جانوران، باکتری‌ها، جلبک‌ها و قارچ‌ها فراهم آورد. نشانگرهای مولکولی در کمی نمودن تنوع ژنتیکی، جابجایی افراد و تبادل ژنی بین جمعیت‌ها، درون آمیزی، تعیین هویت افراد، شناسایی گونه‌های جدید و تعیین الگوی پراکنش تاریخی گونه‌ها کمک شایان توجهی نموده‌اند. جنبه‌های کاربردی این گونه اطلاعات بسیار مورد توجه محققان و مدیران بوده‌است. به عنوان مثال پاسخ این سؤال که کدام جمعیت‌ها به دلیل درون آمیزی با خطر جدی انقراض مواجه است یا چه میزان آمیختگی بین نژادهای اهلی و وحشی محصولات ژنتیکی به وجود آمده‌است، می‌تواند در مدیریت بهتر ذخایر ژنتیکی مفید باشد. با توسعه روش مولکولی دسترسی به چنین اطلاعاتی روز به روز سریع تر، آسان‌تر و کم هزینه تر می‌شود؛ بنابراین امروزه با استفاده از تعداد اندکی نمونه می‌توانیم منشأ جغرافیایی گونه‌های وارداتی و مهاجم را مشخص کنیم یا با استفاده از مواد بر جا مانده از جانوران، نظیر مو یا مواد دفعی، جمعیت گونه‌های تهدید شده را مدیریت کنیم.
این رشته تا حدودی با زمینه ژنتیک مولکولی که از پیشگامان آن می‌توان به تئودوسیوس دابژنسکی و ای.بی.فورد اشاره کرد، قرابت دارد. آن‌ها تلاش کردند با ادغام نمودن این دو علم، از طریق فعالیت میدانی، موضوعاتی را که اساس ژنتیکی دارند بررسی و مطالعه کنند، درست بر خلاف گذشته که بررسی این مسائل تنها در آزمایشگاه‌ها قابل اجرا بود.
از جمله روش‌های پر کاربرد در مطالعات بوم‌شناسی مولکولی می‌توان به استفاده از ریزماهوارک‌ها در تعیین جریان ژنی و دورگه‌های موجود بین جمعیت‌ها اشاره کرد.
امروزه بوم‌شناسی مولکولی زمینه تحقیقاتی وسیعی است که طیف گسترده‌ای از رشته‌ها شامل ژنتیک جمعیت، ژنتیک حفاظت، تکامل و بوم‌شناسی رفتار را در بر می‌گیرد و تحقیقات در این رشته، به افزایش دانش و درک ما از طبیعت و سازو کارهای آن کمک شایانی نموده‌است. حاصل پژوهش‌های این رشته در مجلات مختلف بوم‌شناسی و تکامل به چاپ رسیده‌است.
زمینه‌های مختلف پژوهش در بوم‌شناسی مولکولی در یک اصل مشترکند و آن استفاده از داده‌های ژنتیک مولکولی برای درک بهتر بوم‌شناسی و تکامل موجودات زنده در طبیعت است.